# 新宁铁路北街站旧址
22°36′38″N 113°06′28″E / 22.61056°N 113.10778°E
新宁铁路北街火车站旧址位于中国广东省江门市蓬江区北街甘化厂职工生活区内，原为新宁铁路最东部的火车站。车站现仅存候车大楼，并已被列为广东省文物保护单位。

## 概况
候车大楼建于1928年，座西北向东南，前临西江干流，建筑风格为西式建筑，面宽30米，进深9米，占地面积270平方米，两翼两层拱券屋顶，中央三层穹隆式塔顶钟楼，钢筋混凝土框架结构，平面呈凸字形。

## 保护
- 1998年，被列为江门市文物保护单位（时名“新宁铁路北街车站旧址”）
- 2008年，被列为广东省文物保护单位

## 图集
- 候车大楼正面
- 候车室
- 售票处
- 月台

- 候车室（展厅）内景
- 候车室（展厅）内景
- 站房正面
- 站房背面
- 路徽装饰
- 文保牌